# Wiatrak z Domaradza
Wiatrak z Domaradza – mały kozłowy młyn wiatrowy zbudowany w 1926 w Domaradzu, a znajdujący się obecnie w Parku Etnograficznym Muzeum Budownictwa Ludowego w Sanoku.
Nieduże drewniane chłopskie wiatraki gospodarskie były charakterystycznym akcentem krajobrazu Pogórza w prawie całym XX w.

## Historia
Drewniany wiatrak używany do przemiału zboża, zbudowany w Domaradzu w 1926 reprezentuje grupę małych chłopskich młynów wiatrowych masowo powstających na początku XX w. na Pogórzu. Na obszarze obejmującym kilkadziesiąt miejscowości w okolicach Gorlic, Jasła, Krosna, Strzyżowa i Brzozowa w czasie jednego półwiecza zbudowano blisko 2000 wiatraków. W okresie międzywojennym w samym tylko Domaradzu było 67 takich wiatraków, a w pobliskiej Orzechówce około 200.
Elektryfikacja wsi spowodowała, że razem z nadejściem trzeciej ćwierci XX w. niemal wszystkie pogórzańskie wiatraki odeszły do historii.
W zimie 1967 wiatrak został zakupiony od jego ostatniego właściciela Stanisława Knurka przez Muzeum Budownictwa Ludowego w Sanoku i przewieziony na teren Parku Etnograficznego na specjalnie skonstruowanych saniach. 

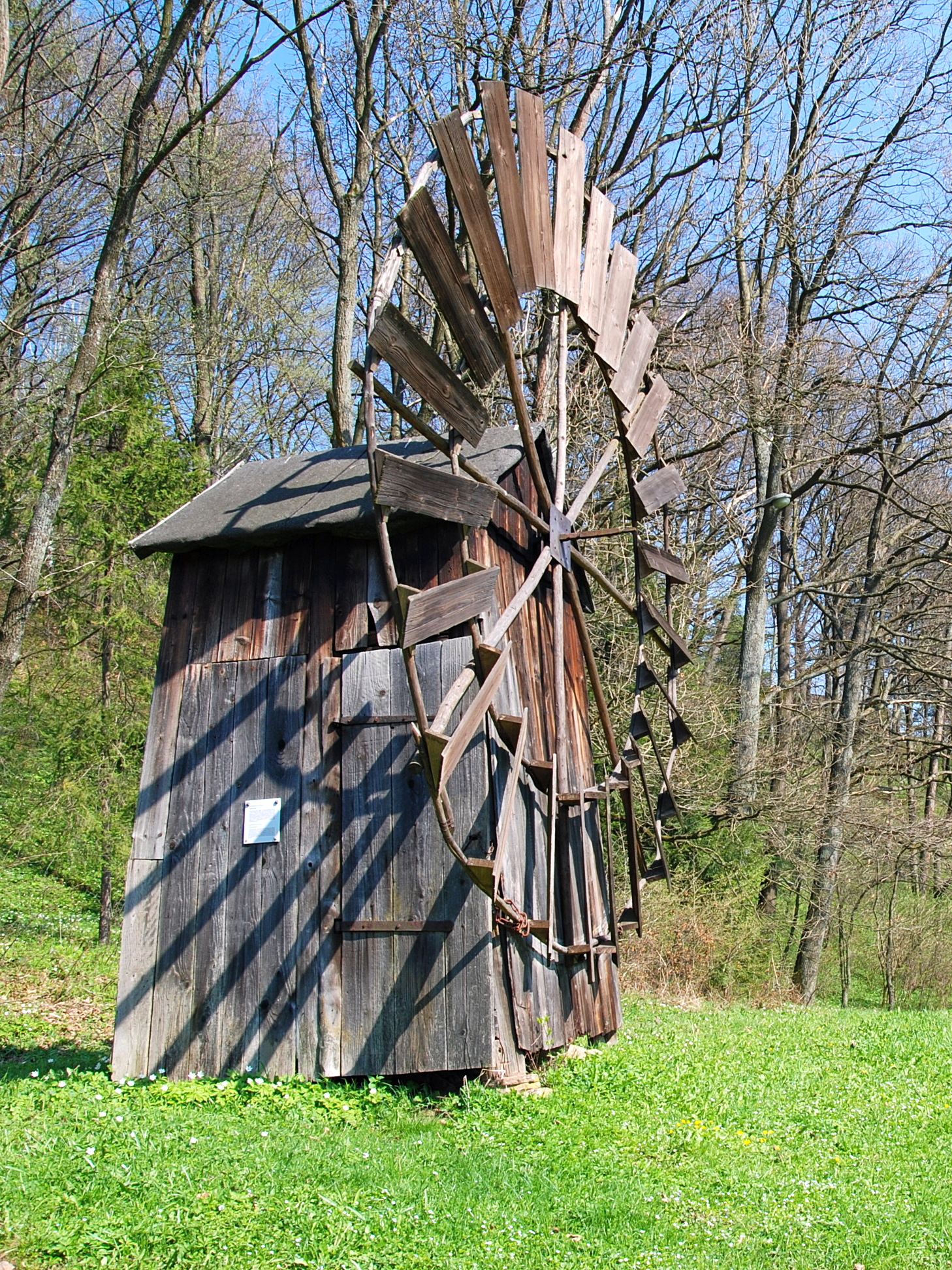
Elewacja zachodnia
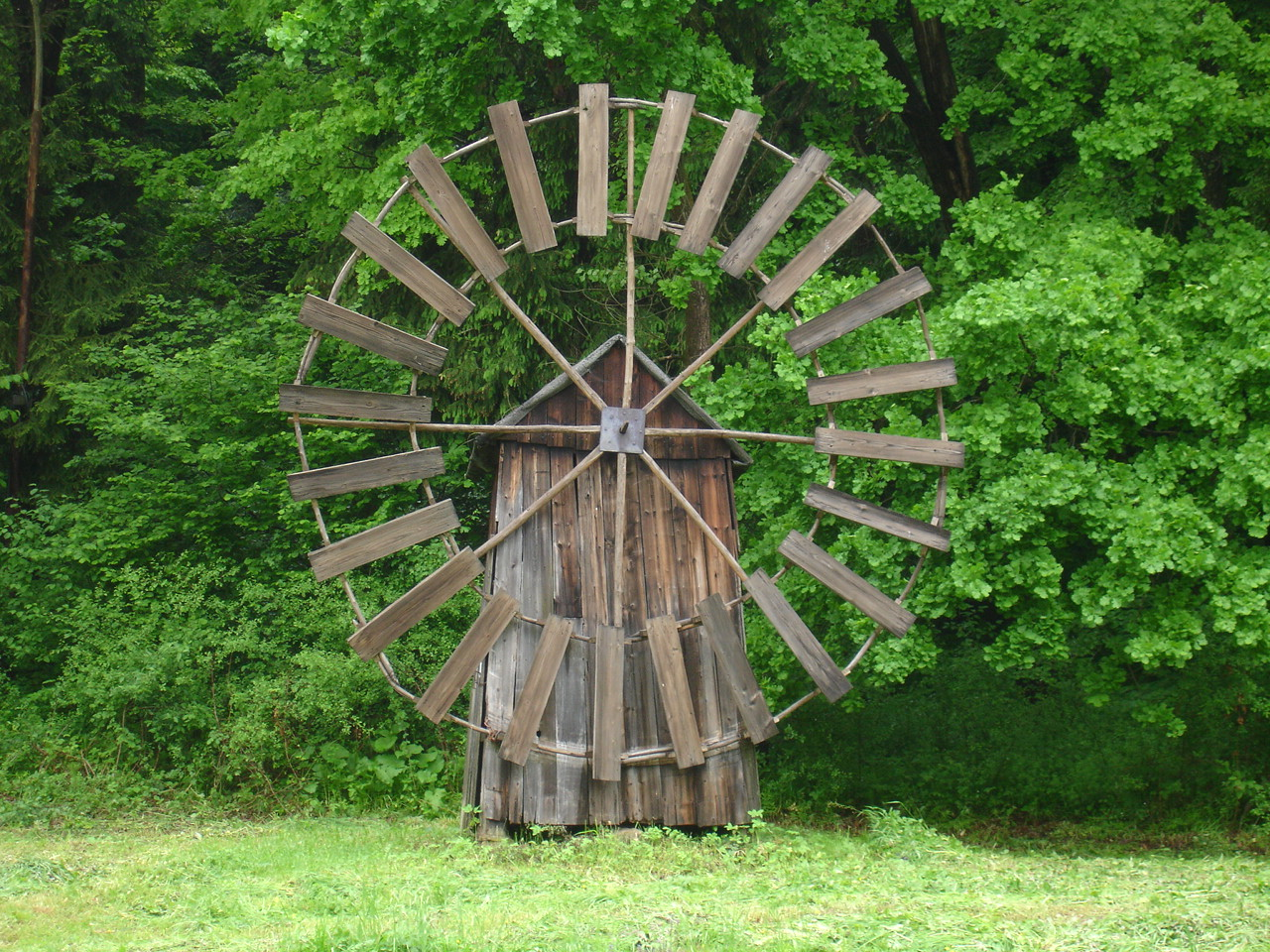
Elewacja frontowa
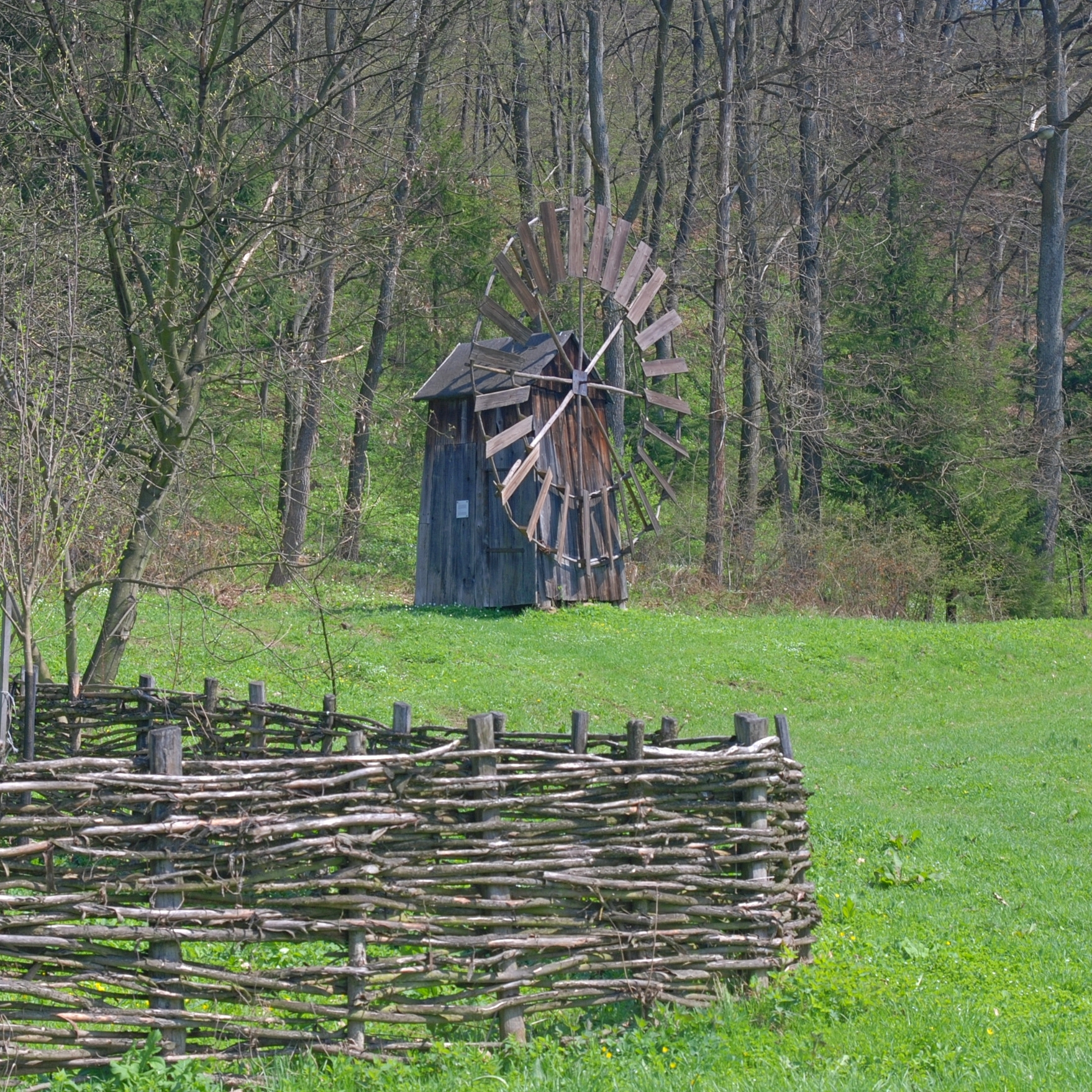
Otoczenie

## Opis
Pogórzańskie wiatraki różniły się od dużych tego typu młynów wiatrowych przede wszystkim wielkością budynku, jego konstrukcją, rozwiązaniem technicznym skrzydeł oraz wyposażeniem wnętrza. We wszystkich detalach widać było daleko idące uproszczenia i tendencję do miniaturyzacji.
Wiatrak z Domaradza reprezentuje typ kozłowy. Zbudowany jest na rzucie kwadratu o długości boku 210 cm. Ściany konstrukcji szkieletowej zwężające się ku górze, oszalowane pionowo deskami. Nakryty dachem dwuspadowym. Wysokość całkowita budowli wynosi 400 cm. Wiatrak jest zawieszony na dębowym słupie, zwanym królem wkopanym w ziemię. Na wierzchołku słupa znajduje się metalowy trzpień stanowiący oś obrotu budowli, osadzony luźno w otworze poziomej belki zwanej mącznicą. Dzięki temu można go obracać wokół tej osi i ustawiać w zależności od kierunku wiatru.
W wiatraku zamiast skrzydeł zastosowano udoskonalony sposób poboru mocy wiatru za pomocą koła wiatrowego. Pojawił się on w latach 20. XX w. i wyparł wcześniejsze młyny skrzydłowe. Koło wiatrowe o średnicy 500 cm składa się z promieniście rozchodzących się żerdzi przytwierdzonych do grubej prostokątnej metalowej blachy osadzonej na głowicy wału skrzydłowego, dwóch przybitych do nich okręgów z wygiętych żerdzi oraz szeregu drewnianych łopatek umieszczonych na tych okręgach. Łopatki o wymiarach 110x20 cm zgrupowane są po 3, z odstępami pomiędzy każdą z grup, a każdą ustawiono ukośnie do płaszczyzny koła wiatrowego za pomocą trójkątnej podkładki. Wklęsła forma koła wiatrowego przypomina współczesną antenę satelitarną.
System transmisji siły wiatru na kamienie żarnowe wykonano z drewna. Wewnątrz na wale skrzydłowym umieszczono koło paleczne zwane też palczastym ze względu na drewniane kołki – „palce” osadzone na jego bocznej stronie. Koło paleczne wraz z zazębiająca się z nim latarnią (drążkiem trybowym) tworzy układ przekładni przenoszący ruch obrotowy wału koła wiatrowego na ruch pionowy sztangi zwanej sochą, która wprawia w ruch górny kamień żaren. Optymalną prędkość sochy czyli żaren uzyskiwano za pomocą odpowiedniej ilości palców na kole palecznym i cywi w latarni. Tutaj uzyskano sześciokrotne zwiększenie szybkości żaren. Żarna umieszczone na obudowanym stolcu składają się z dwóch kamieni. Dolny kamień z niewielkim otworem w środku jest nieruchomy, a górny grubszy tak zwany biegacz, z większym otworem obraca się. Odległość pomiędzy kamieniami regulowana jest za pomocą klinów. Ziarno zsypywano pomiędzy kamienie żarna z umieszczonego nad nimi kosza z przymocowanym do niego elastycznym prętem zwanym przykładem. Drgania przykładu zapewniały równomierny strumień zboża. Mąka z żaren, pomieszana z otrębami wsypywała się do podstawionej skrzyni. 
Przy sprzyjającym wietrze można było tym wiatrakiem w ciągu doby zmielić 2 kwintale żyta.  
Kamienie żarnowe były drogą częścią wiatraka, bo w okresie międzywojennym kosztowały około 30 zł. Wyrabiano je między innymi w Bartnem, Bodakach, Przegoninie, Jaśliskach, Puławach, Cieszynie.     